# Ласкаво просимо, Президенте
Ласкаво просимо, Президенте (італ. Benvenuto Presidente!) — італійська комедія 2013 року режисера Ріккардо Мілані з Клаудіо Бізіо в головній ролі.

## Сюжет
Джузеппе Гарібальді — скромний бібліотекар у маленькому містечку в П'ємонті. Любить читати, передавати культуру дітям, незважаючи на брак коштів у бібліотеці, рибалити на річці. Тим часом у Римі проходять вибори президента республіки, але політичні лідери не можуть дійти згоди. У результаті головні партійні лідери вирішують проголосувати за історичну постать як голос протесту: ненавмисно всі вони обирають «Джузеппе Гарібальді». Коли результати голосування підтверджуються, партійні лідери в шоці й одразу хочуть анулювати голосування. Єдина проблема полягає в тому, що є відповідний громадянин із таким самим іменем, тож тепер за законом він має стати президентом. Цей чоловік — Джузеппе Гарібальді, бібліотекар-рибалка. Лідери партії хочуть, щоб він пішов у відставку, як тільки він вступить на посаду, але, оскільки Джузеппе розуміє поширення корупції в італійській політиці, він відмовляється. Коли Гарібальді, він же «Пеппіно», стає президентом, він одразу помічає жорстокий світ італійської політики. Джузеппе, друг народу, починає творити багато добрих справ, заслуживши підтримку народу. Тим часом лідери політичних партій намагаються оголосити йому імпічмент.
Однак Джузеппе виступає з гострою промовою в парламенті, висміюючи всіх політиків і саму італійську громадськість. Через кілька тижнів Джузеппе перебуває у своєму маленькому селі, коли йому телефонують: Ватикан зробив ту ж помилку, що й парламент, і обрав його новим Папою!

## Акторський склад
- Клаудіо Бізіо — Джузеппе «Пеппіно» Гарібальді
- Кася Смутняк — Яніс Клементі
- Омеро Антонутті як генеральний секретар Раньєрі
- Ремо Джироне в ролі Мореллі
- Джузеппе Фіорелло як лідер правоцентристів
- Чезаре Боччі — лідер Ліги Північ
- Массімо Пополіціо як лідер лівоцентристів
- Франко Равера — Лучано Кассетті
- Джанні Кавіна — містер Фаусто
- Мікеле Алайке в ролі П'єро Гарібальді
- Патріціо Ріспо — генерал Кавалло
- П'єтро Саруббі — президент Бразилії
- П'єра Дельї Еспості — мати Яніс
- Джіджіо Морра — Спунья
- Пупі Аваті, Ліна Вертмюллер, Steve Della Casa[it] та Джанні Рондоліно як сильні